# (10382) Hadamard
(10382) Hadamard ist ein Asteroid des Hauptgürtels, der am 15. September 1996 vom italo-amerikanischen Astronomen Paul G. Comba am Prescott-Observatorium (Sternwarten-Code 684) in Arizona entdeckt wurde.
Der Asteroid wurde am 28. Juli 1999 nach dem französischen Mathematiker Jacques Hadamard (1865–1963) benannt, der bahnbrechende Arbeiten über partielle Differentialgleichungen und über Geodäsie verfasste und dem 1896 der Beweis des Primzahlsatzes gelang.